# Jerónimo Siller
Jerónimo Siller Gómez (San Pedro Garza García, Nuevo León; 30 de septiembre de 1880 - Monterrey, Nuevo León; 14 de marzo de 1962) fue un inventor, político y militar mexicano que participó en la Revolución Mexicana, siendo uno de sus precursores. Fue gobernador interino de Nuevo León en sustitución del general Porfirio G. González.

## Biografía
Nació en la Hacienda de San Pedro Garza García el 30 de septiembre de 1880, siendo hijo de Don José Leonardo Siller Montes y de doña Encarnación Gómez García. Su familia estuvo formada por seis hermanos: el primero de ellos una mujer llamada María Ignacia (1868 - 1907) que murió muy joven quemada al quebrarse una lámpara de petróleo; después Aniceto (1871 - 1877), Julián (1875), Martín (1876), José María (1878) y Jerónimo.
A los diez años de edad quedó huérfano. Su hermano José María fue protegido por el Dr. Don Alberto Siller que era familiar de ellos. Jerónimo, por su cuenta, aprendió inglés, dibujo y mecánica. Laboró después en la Fundidora Estrella y, más tarde, instaló su propio taller en Monterrey. Canalizó todo ese aprendizaje hacia sus inventos, pues diseñó toda una serie de aparatos para adaptarlos a motores y máquinas diversas. Se ocupó también de la agricultura, sobre todo del cultivo de naranjos, nogales y otros árboles frutales.
Contrajo matrimonio en Monterrey con María de los Ángeles Gómez Cantú, el 24 de diciembre de 1901. La pareja procreó seis hijos: Gerónimo (1903), Elvira (1906), Estela (1908), María (1910), Aquiles (1911) y Humberto (1912).
Precursor de la Revolución Mexicana, Siller formó un club político para apoyar a Francisco I. Madero, colaborando además en su campaña presidencial. En 1913, después de la Decena Trágica, fue aprehendido por el régimen de Victoriano Huerta y, en compañía de Nicéforo Zambrano, Alfredo Pérez y otros militantes maderistas, conducido a la capital de la República. La oportuna intervención de Jerónimo Treviño y de Rodolfo Reyes evitó que se les fusilara.
Deportado a los Estados Unidos, Siller residió en ese país sin perder el contacto con los frentes de guerra que se abrieron en contra del gobierno de Huerta (considerado por estos como usurpador). Una vez organizado el movimiento de Venustiano Carranza (llamado constitucionalista), cruzó la frontera y se incorporó a las fuerzas de Pablo González y Antonio I. Villarreal primero, y más tarde a las de Lucio Blanco.
Participó de diversas formas en la lucha contra Huerta y el Ejército Federal; después de librar combate en el Fuerte, se le comisionó para conseguir armas en la frontera; luego, aunque tenía un brazo fracturado, emprendió también la tarea de reparar cañones y armas en su taller de fundición.
A todas estas actividades, Siller sumó su participación en la vida política y administrativa de Nuevo León. Así, ya en 1912 había sido nombrado regidor del Ayuntamiento de Monterrey. Más tarde, y por su cuenta, fundó y presidió el Partido Constitucional Progresista, plataforma mediante la cual impulsó la campaña para gobernador de Nicéforo Zambrano, quien por cierto obtuvo el triunfo.
Alcalde suplente en 1917 y al año siguiente alcalde propietario de Monterrey, en 1925 Jerónimo Siller fue nombrado gobernador interino en sustitución de Porfirio G. González, quien había sido desaforado.
El 16 de septiembre de 1927 rindió su último informe de gobierno y al mes siguiente entregó el poder a Aarón Sáenz.
Algunas actuaciones en política del Sr. Jerónimo Siller fueron primeramente con el general Guerrero, después en la campaña del general Fortunato Zuazua, Juan Gutiérrez, el general Jesús de la Garza Gutiérrez, y con el general Juan Andreu Almazán, de quien fue amigo personal por muchos años, pues cuando la Revolución Escobarista, el Sr. Jerónimo Siller era Senador de la República, y el general Almazán lo designó proveedor general de su columna militar, con asiento en la ciudad de Torreón, Coahuila.
Jerónimo Siller murió en Monterrey el 14 de marzo de 1962. Fue sepultado en el Panteón del Carmen.